# Tectaria hederifolia
Tectaria hederifolia là một loài dương xỉ thuộc họ Tectariaceae. Loài này được John Gilbert Baker mô tả khoa học đầu tiên năm 1882.